# Сопротивление (психоанализ)
Сопротивле́ние — психический механизм, препятствующий психоаналитическому проникновению в бессознательное и мешающий возвращению вытесненного. 
Как говорит Фрейд, «сила, которая поддерживает болезненное состояние», и не позволяющая ему придерживаться основного правила психоанализа: говорить всё, что приходит в голову.
В широком смысле, всё, что препятствует психоаналитической работе и используется анализантом для прекращения анализа. В качестве примеров Фрейд приводит начало войны или смерть близкого человека, те события, которые, казалось бы, создают объективные — финансовые — препятствия для продолжения лечения. Однако, далеко не каждый анализант воспользуется таким поводом для прекращения курса, но если это всё-таки происходит, то именно в этом и заключается работа сопротивления.
Несмотря на большое число введённых Фрейдом и используемых сегодня психоанализом понятий, сам Фрейд считал сопротивление одним из трёх основных специфических механизмов, с которыми работает психоанализ (наряду с бессознательным и переносом).
Только когда Фрейд отказывается от идеи отыгрывания симптома (практиковавшейся в школе Шарко) и приходит к идее проработки сопротивления в случаях истерии, он оказывается на пути создания своего психоаналитического метода: «Для выздоровления оказалось необходимым уничтожить это сопротивление. По механизму выздоровления можно было составить себе определённое представление и о процессе заболевания», — говорит он в работе «О психоанализе» (1910).
Сопротивление происходит от невозможности субъекта преуспеть в области реализации своей истины. 
— Жак Лакан в семинаре «Работы Фрейда по технике психоанализа», лекция 3 февраля 1954.
То есть, не способный признать своё желание анализант, предпочитая скорее отказаться от него вовсе и вернуться к привычному способу получения удовольствия, называемому симптомом.
Сопротивление в психоанализе свидетельствует о переносе, то есть о наделении аналитика неким статусом, относящимся к истории самого анализанта и его симптому. Поэтому интерпретация симптома является наиболее эффективной именно в момент развития сопротивления.